# Henri Vannérus
Henri Vannerus – luksemburski polityk, w latach 1864–1866 oraz 1867–1874 dyrektor generalny ds. sprawiedliwości Luksemburga.

## Życiorys
31 marca 1864 objął stanowisko dyrektora generalnego ds. sprawiedliwości. w trzecim rządzie premiera Victora de Tornaco. Zastąpił Bernard-Hubert Neuman, a urząd sprawował również w kolejnym rządzie de Tornaco, łącznie przez ponad dwa i pół roku do 3 grudnia 1866, kiedy jego następcą został Léon de la Fontaine. Po pół roku powrócił do rządu zostając ministrem szóstego rządu barona de Tornaco, a następnie pełnił funkcję zwierzchnika wymiaru sprawiedliwości we wszystkich pięciu rządach Emmanuela Servaisa. 26 grudnia 1874 jego następcą został Alphonse Funck.